# Gerhard Rodax
Gerhard Rodax, né le 29 août 1965 à Tattendorf (Autriche) et mort le 16 novembre 2022, est un footballeur international autrichien, qui évoluait au poste d'attaquant.

## Biographie
Rodax a marqué trois buts lors de ses vingt sélections avec l'équipe d'Autriche entre 1985 et 1991.
Il meurt percuté par un train près de Traiskirchen le 16 novembre 2022, à 57 ans.

## Palmarès

### En équipe nationale
- 20 sélections et 3 buts avec l'équipe d'Autriche entre 1985 et 1991.